# Разтворимо кафе
Разтворимото кафе е напитка от разтворим екстракт (извлек) от зърна на кафеено дърво.

## Технология
Чрез преработка кафеените зърна се превръщат в прах или гранули. В този вид продуктът се продава на масови потребители. След разтваряне на препарата в гореща вода се получава кафеена напитка, близка по вкус до традиционните напитки, приготвяни направо от прясно смляно кафе на зърна – турско, еспресо, шварцкафе и пр. С помощта на дехидратация от разтворимия кафеен препарат се получава декофеинизиране - чувствително намаляване на съдържанието на кофеин.

## История
Разтворимото кафе е изобретено през 1901 година от японския учен Сатори Като (Satori Kato), работил в Чикаго.
Британското научно списание „Ню сайънтист“ твърди, че напитката е разработена по поръчка на армията .
През 1903 г. Людвиг Роселиус (Ludwig Roselius) разработва процеса на декофеинизация.
Английският химик Джордж Констант Вашингтон (George Constant Washington), живял в Гватемала, разработва през 1906 г. първото разтворимо кафе, пригодно за масово производство. През 1909 г. пуска на пазара „Red E Coffee“ - първото разтворимо кафе за комерсиализиране.
През 1938 г. се появява първата действително широко разпространена марка разтворимо кафе - Nescafe, в резултат от съвместните усилия на фирмата Nestle и правителството на Бразилия, решавайки проблема с излишъците на кафе. Продуктът бързо набира популярност в САЩ след Втората световна война и се разпространява по целия свят.